# Arthur O. Lovejoy
Arthur Oncken Lovejoy (Berlín, 10 d'octubre de 1873 - Baltimore, 30 de desembre de 1962) va ser un filòsof i historiador intel·lectual nord-americà molt influent, fundador del camp conegut amb el nom d'història de les idees.
Lovejoy va néixer a Berlín, Alemanya, on el seu pare realitzava investigació mèdica. Divuit mesos després, la seva mare va cometre suïcidi, i a partir de llavors el seu pare va deixar la medicina i es va tornar sacerdot. Lovejoy va estudiar filosofia, primer a la Universitat de Califòrnia, després a Harvard sota la tutela de William James i Josiah Royce. El 1901 va renunciar al seu primer treball a la Universitat Stanford, en protesta contra l'acomiadament d'un company que havia ofès a un dels finançadors. El president de la universitat el va vetar a partir de llavors, i va prohibir que se li contractés novament, argumentant que es tractava d'una persona conflictiva. Durant la dècada següent va donar classes a la Universitat de Washington, a la Universitat de Colúmbia ia la Universitat de Missouri.

## Llibres
- Primitivism and Related Ideas in Antiquity (1935). (avec George Boas). Johns Hopkins U. Press. 1997 edition: ISBN 0-8018-5611-6
- The Great Chain of Being: A Study of the History of an Idea (1936).
- Essays in the History of Ideas (1948). Johns Hopkins U. Press. 1978 edition: ISBN 0-313-20504-3
- The Revolt Against Dualism (1960). Open Court Publishing. ISBN 0-87548-107-8.
- The Reason, the Understanding, and Time (1961). Johns Hopkins U. Press. ISBN 0-8018-0393-4
- Reflections on Human Nature (1961). Johns Hopkins U. Press. ISBN 0-8018-0395-0
- The Thirteen Pragmatisms and Other Essays (1963). Johns Hopkins U. Press. ISBN 0-8018-0396-9